# Ota František Josef
Arcivévoda Ota František Josef Karel Ludvík Maria Rakouský, německy Otto Franz Josef Karl Ludwig Maria von Österreich, (21. dubna 1865 Štýrský Hradec – 1. listopadu 1906 Vídeň) byl rakouský arcivévoda, který se stal otcem posledního rakouského císaře Karla I.

## Život

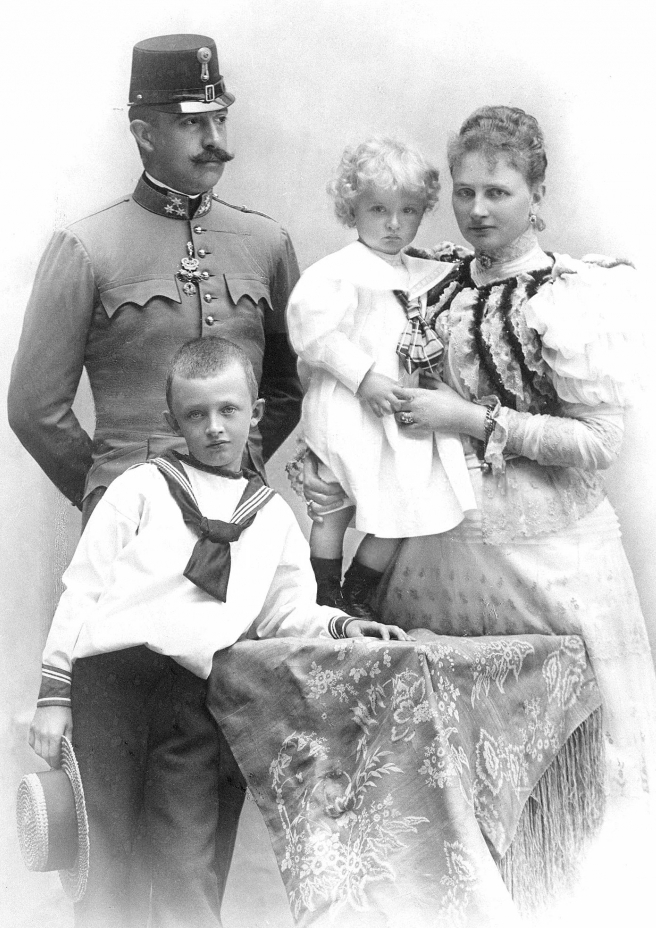
Ota František Josef Rakouský, Marie Josefa Luisa Saská a jejich dva synové

Otto byl syn arcivévody Karla Ludvíka Rakouského a princezny Marie Annunziaty Neapolsko-Sicilské. Jeho starší bratr byl František Ferdinand d'Este, následník rakouského trůnu, zavražděný v Sarajevu v roce 1914.
V životě se choval bezstarostně a lehkomyslně. Skandály a milostné poměry ho vzdálily císařskému dvoru, takže se císařská rodina a nakonec jeho manželka, princezna Marie Josefa Luisa Saská (1867–1944), od něho distancovaly. O Otovi je známa skandální historka, podle níž způsobil šok manželce britského velvyslance, když se silně opilý procházel ve vídeňském Hotelu Sacher nahý, pouze se svou šavlí. Britský velvyslanec o tom zpravil císaře Františka Josefa, jenž za to Otu na nějaký čas poslal do kláštera.
Otův prostopášný styl života mu přinesl i onemocnění syfilidou, jež ho posléze odsoudilo k dlouhému a strastiplnému chřadnutí. Ve vile na vídeňském předměstí Döbling strávil poslední týdny svého života. Jeho poslední velikou vášní byla mladá operetní zpěvačka Louise Robinsonová, jež o něj pečovala pod jménem sestra Martha. Nevzdalovala se od jeho lůžka a setrvala u něho až do posledního vydechnutí. Druhou pečovatelkou mu byla jeho nevlastní matka, portugalská infantka Marie Tereza (1855–1944). V láskyplné atmosféře obou těchto žen a za duchovní podpory světícího biskupa Marschalla z Vídně zemřel dne 1. listopadu roku 1906.

## Manželství a potomstvo
Na nátlak ze strany císařského domu se dne 2. října 1886 v Drážďanech oženil s princeznou Marií Josefou Luisou Saskou (1867–1944), dcerou krále Jiřího I. Saského a Marie Anny Portugalské. Tento svazek byl nutný z důvodu udržení dobrých vztahů se saským královským domem, neboť jak korunní princ Rudolf, tak i František Ferdinand odmítli sňatek s Mariinou starší sestrou princeznou Matyldou a tím Sasko urazili. Manželství však bylo krajně nešťastné pro naprostou rozdílnost povah obou manželů, světáckému a požitkářskému Otovi se jeho silně nábožensky založená manželka nijak nezamlouvala – posměšně ji nazýval „jeptiškou“ a ponižoval ji svými skandály a milostnými aférami. Z manželství se narodili dva synové; vzhledem k tomu, že Otův starší bratr (a po smrti korunního prince Rudolfa následník trůnu) František Ferdinand se morganaticky oženil s Žofií Chotkovou, a jeho děti tudíž byly z následnictví vyloučeny, stal se Otův starší syn Karel císařem:
- Karel I. Rakouský (17. srpna 1887 – 1. dubna 1922), v letech 1916–1918 poslední císař rakouský, král český, apoštolský král uherský, markrabě moravský atd., ⚭ 1911 Zita Bourbonsko-Parmská (9. května 1892 – 14. března 1989)
- Maxmilián Evžen Rakouský (13. dubna 1895 – 19. ledna 1952), ⚭ 1917 Františka z Hohenlohe-Waldenburg-Schillingsfürstu (21. června 1897 – 12. července 1989)

Nemanželské děti ze svazku s Marií Schleinzerovou, jeho milenkou:
- Alfréd Josef z Hortenau (1892)
- Hildegarda z Hortenau (1894)

## Vývod z předků
|                       |                                      |  |                                 |                                        |  |  |  |  |  |  |  | Leopold II. |
|                       |                                      |  |                                 |                                        |  |  |  |  |  |  |  |             |
|                       | František I. Rakouský                |  |                                 |                                        |  |  |  |  |  |  |  |             |
|                       |                                      |  |                                 |                                        |  |  |  |  |  |  |  |             |
|                       |                                      |  |                                 | Marie Ludovika Španělská               |  |  |  |  |  |  |  |             |
|                       |                                      |  |                                 |                                        |  |  |  |  |  |  |  |             |
|                       | František Karel Habsbursko-Lotrinský |  |                                 |                                        |  |  |  |  |  |  |  |             |
|                       |                                      |  |                                 |                                        |  |  |  |  |  |  |  |             |
|                       |                                      |  |                                 | Ferdinand I. Neapolsko-Sicilský        |  |  |  |  |  |  |  |             |
|                       |                                      |  |                                 |                                        |  |  |  |  |  |  |  |             |
|                       | Marie Tereza Neapolsko-Sicilská      |  |                                 |                                        |  |  |  |  |  |  |  |             |
|                       |                                      |  |                                 |                                        |  |  |  |  |  |  |  |             |
|                       |                                      |  |                                 | Marie Karolína Habsbursko-Lotrinská    |  |  |  |  |  |  |  |             |
|                       |                                      |  |                                 |                                        |  |  |  |  |  |  |  |             |
|                       | Karel Ludvík Rakousko-Uherský        |  |                                 |                                        |  |  |  |  |  |  |  |             |
|                       |                                      |  |                                 |                                        |  |  |  |  |  |  |  |             |
|                       |                                      |  |                                 | Fridrich Michal Falcko-Zweibrückenský  |  |  |  |  |  |  |  |             |
|                       |                                      |  |                                 |                                        |  |  |  |  |  |  |  |             |
|                       | Maxmilián I. Josef Bavorský          |  |                                 |                                        |  |  |  |  |  |  |  |             |
|                       |                                      |  |                                 |                                        |  |  |  |  |  |  |  |             |
|                       |                                      |  |                                 | Marie Františka Falcko-Sulzbašská      |  |  |  |  |  |  |  |             |
|                       |                                      |  |                                 |                                        |  |  |  |  |  |  |  |             |
|                       | Žofie Frederika Bavorská             |  |                                 |                                        |  |  |  |  |  |  |  |             |
|                       |                                      |  |                                 |                                        |  |  |  |  |  |  |  |             |
|                       |                                      |  |                                 | Karel Ludvík Bádenský                  |  |  |  |  |  |  |  |             |
|                       |                                      |  |                                 |                                        |  |  |  |  |  |  |  |             |
|                       | Karolína Frederika Vilemína Bádenská |  |                                 |                                        |  |  |  |  |  |  |  |             |
|                       |                                      |  |                                 |                                        |  |  |  |  |  |  |  |             |
|                       |                                      |  |                                 | Amálie Frederika Hesensko-Darmstadtská |  |  |  |  |  |  |  |             |
|                       |                                      |  |                                 |                                        |  |  |  |  |  |  |  |             |
| 'Ota František Josef' |                                      |  |                                 |                                        |  |  |  |  |  |  |  |             |
|                       |                                      |  |                                 |                                        |  |  |  |  |  |  |  |             |
|                       |                                      |  | Ferdinand I. Neapolsko-Sicilský |                                        |  |  |  |  |  |  |  |             |
|                       |                                      |  |                                 |                                        |  |  |  |  |  |  |  |             |
|                       | František I. Neapolsko-Sicilský      |  |                                 |                                        |  |  |  |  |  |  |  |             |
|                       |                                      |  |                                 |                                        |  |  |  |  |  |  |  |             |
|                       |                                      |  |                                 | Marie Karolína Habsbursko-Lotrinská    |  |  |  |  |  |  |  |             |
|                       |                                      |  |                                 |                                        |  |  |  |  |  |  |  |             |
|                       | Ferdinand II. Neapolsko-Sicilský     |  |                                 |                                        |  |  |  |  |  |  |  |             |
|                       |                                      |  |                                 |                                        |  |  |  |  |  |  |  |             |
|                       |                                      |  |                                 | Karel IV. Španělský                    |  |  |  |  |  |  |  |             |
|                       |                                      |  |                                 |                                        |  |  |  |  |  |  |  |             |
|                       | Marie Isabela Španělská              |  |                                 |                                        |  |  |  |  |  |  |  |             |
|                       |                                      |  |                                 |                                        |  |  |  |  |  |  |  |             |
|                       |                                      |  |                                 | Marie Luisa Parmská                    |  |  |  |  |  |  |  |             |
|                       |                                      |  |                                 |                                        |  |  |  |  |  |  |  |             |
|                       | Marie Annunziata Neapolsko-Sicilská  |  |                                 |                                        |  |  |  |  |  |  |  |             |
|                       |                                      |  |                                 |                                        |  |  |  |  |  |  |  |             |
|                       |                                      |  |                                 | Leopold II.                            |  |  |  |  |  |  |  |             |
|                       |                                      |  |                                 |                                        |  |  |  |  |  |  |  |             |
|                       | Karel Ludvík Rakousko-Těšínský       |  |                                 |                                        |  |  |  |  |  |  |  |             |
|                       |                                      |  |                                 |                                        |  |  |  |  |  |  |  |             |
|                       |                                      |  |                                 | Marie Ludovika Španělská               |  |  |  |  |  |  |  |             |
|                       |                                      |  |                                 |                                        |  |  |  |  |  |  |  |             |
|                       | Marie Terezie Izabela Rakouská       |  |                                 |                                        |  |  |  |  |  |  |  |             |
|                       |                                      |  |                                 |                                        |  |  |  |  |  |  |  |             |
|                       |                                      |  |                                 | Fridrich Vilém Nasavsko-Weilburský     |  |  |  |  |  |  |  |             |
|                       |                                      |  |                                 |                                        |  |  |  |  |  |  |  |             |
|                       | Jindřiška Nasavsko-Weilburská        |  |                                 |                                        |  |  |  |  |  |  |  |             |
|                       |                                      |  |                                 |                                        |  |  |  |  |  |  |  |             |
|                       |                                      |  |                                 | Luisa Isabela z Kirchbergu             |  |  |  |  |  |  |  |             |
|                       |                                      |  |                                 |                                        |  |  |  |  |  |  |  |             |